# ACS Catalysis
ACS Catalysis (nach ISO-4-Standard in Literaturzitaten mit ACS Catal. abgekürzt) ist eine Peer-Review-Fachzeitschrift, die seit 2011 von der American Chemical Society herausgegeben wird und derzeit zweimal pro Monat erscheint (früher monatlich). Die Veröffentlichungen behandeln Forschung zu homogener, heterogener und Biokatalyse.
Chefredakteurin ist die kanadische Chemikerin Cathleen M. Crudden von der Queen’s University at Kingston (Ontario, Kanada). Sie folgte im Februar 2021 auf Erick M. Carreira.
Die Zeitschrift wird vom Chemical Abstracts Service und dem ISI Web of Knowledge indiziert und zusammengefasst. Der Impact Factor lag 2023 nach eigenen Angaben bei 11,7.
In ACS Catalysis werden sowohl neue Forschungsergebnisse in Form von Zuschriften (Letters) und Artikeln (Articles) als auch systematische Übersichtsarbeiten (Reviews), Standpunkte (Viewpoints) und Aussichten (Perspectives) veröffentlicht. Reviews, Perspectives und Viewpoints erscheinen allerdings meist erst nach Einladung.
In der Zeitschrift werden sowohl experimentelle und theoretische Forschungsergebnisse sowie Reviews zu Molekülen, Makromolekülen und Substanzen, die in der Natur katalytisch aktiv sind, veröffentlicht. Anwendungsbereiche sind damit die Biowissenschaften, metallorganische Chemie, Synthese, Photochemie, Elektrochemie, Wirkstoffdesign, Umweltschutz, Polymerchemie und Energieträger.
Weiterhin vergibt die Zeitschrift den ACS Catalysis Lectureship for the Advancement of Catalytic Science Award.
ACS Catalysis wurde 2013 von der Association of American Publishers mit dem PROSE Award als Best New Journal in Science, Technology & Medicine ausgezeichnet.